# Książę Porto

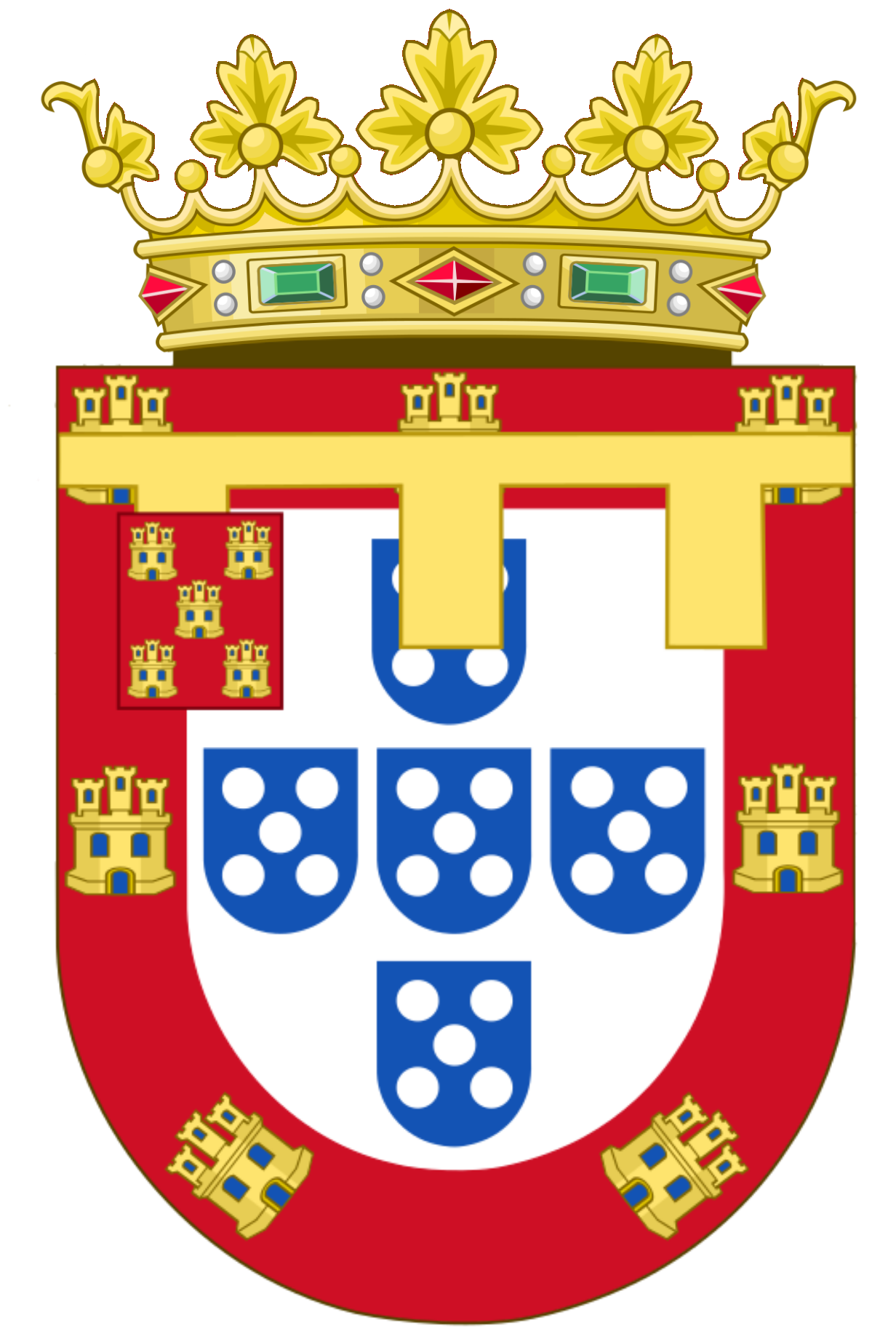
Herb księcia Porto

Książę Porto lub Księżna Porto (port. Duque do Porto, Duqueza do Porto) – portugalski tytuł przeznaczony dla drugiego syna lub córki króla Portugalii wprowadzony po raz pierwszy w 1833 roku.

## Historia
Tytuł księcia lub księżnej Porto został ustanowiony przez Piotra księcia Bragança dekretem z dnia 4 kwietnia 1833 roku dla upamiętnienia zasług bardzo szlachetnego i lojalnego miasta Porto podczas wojny domowej . Ponieważ w chwili jego ustanowienia królowa Maria II nie miała dzieci został on czasowo włączony do domeny królewskiej. Ustanowienie tego tytułu zostało potwierdzone przez Marię II dekretem z dnia 14 stycznia 1837 roku.

## Książęta[4]
- 1833-1838: królowa Maria II, księżna Porto[a]
- 1838-1865: Infant Ludwik, książę Porto
- 1865-1920: Infant Alfons, książę Porto

- 1999-dziś: Infant Dinis, książę Porto[b]